# جوس هانسن
جوس هانسن (بالفرنسية: Joseph Hansen)‏ هو لاعب كرة قدم لوكسمبورغي، ولد في 8 يونيو 1932.

## وصلات خارجية
- جوس هانسن على موقع قاعدة بيانات كرة القدم.إي يو (الإنجليزية)
- جوس هانسن على موقع أوليمبيديا (الإنجليزية)